# Olympische Sommerspiele 2024/Schwimmen – 10 km Freiwasser (Frauen)
Der Schwimmwettkampf über 10 Kilometer im Freiwasser der Frauen bei den Olympischen Spielen 2024 in Paris fand am 8. August 2024 statt. Start- und Zielbereich des Wettkampfes befanden sich an der Pont Alexandre III, geschwommen wurde in der Seine. Bereits bei den vorherigen Spielen in Paris 1900 und 1924 waren diverse Wettkämpfe im Schwimmen, Segeln oder Rudern in der Seine ausgetragen worden. Titelverteidigerin war die Brasilianerin Ana Marcela Cunha, den Wettbewerb gewann die Niederländerin Sharon van Rouwendaal.

## Titelträgerinnen
| Olympische Spiele 2020       | Ana Marcela Cunha     | Tokio             |
| Weltmeisterschaften 2024     | Sharon van Rouwendaal | Doha              |
| Panamerikanische Spiele 2023 | Ashley Twichell       | Santiago de Chile |
| Asienspiele 2022             | Wu Shutong            | Hangzhou          |
| Europameisterschaft 2022     | Leonie Beck           | Rom               |
| Pazifikspiele 2023           | nicht ausgetragen     | Honiara           |

## Qualifikation
Die drei besten Athletinnen der Weltmeisterschaften 2023 qualifizierten sich direkt für Paris. Hinzu kamen die 13 besten, noch nicht qualifizierten Athletinnen der Weltmeisterschaften 2024. Bei diesen Wettkämpfen in Doha qualifizierten sich zudem die beste Athletin jedes Kontinents, aus deren Nation sich noch keine Schwimmerin qualifiziert hatte. Zusätzlich durften Schwimmerinnen, die im Becken die Olympische Normzeit (OQT) über 800 Meter oder 1500 Meter Freistil geschwommen sind und nominiert wurden, auch im Freiwasser an den Start gehen. Pro Nation durften maximal zwei Athletinnen teilnehmen.

## Ergebnis
| Platz | Athletin              | Nation             | Zeit (h)  | Rückstand     |
| ----- | --------------------- | ------------------ | --------- | ------------- |
| 01    | Sharon van Rouwendaal | Niederlande        | 2:03:34,2 |               |
| 02    | Moesha Johnson        | Australien         | 2:03:39,7 | + 5,5 s       |
| 03    | Ginevra Taddeucci     | Italien            | 2:03:42,8 | + 8,6 s       |
| 04    | Ana Marcela Cunha     | Brasilien          | 2:04:15,7 | + 41,5 s      |
| 05    | Bettina Fábián        | Ungarn             | 2:04:16,9 | + 42,7 s      |
| 06    | Giulia Gabbrielleschi | Italien            | 2:04:17,9 | + 43,7 s      |
| 07    | Océane Cassignol      | Frankreich         | 2:06:09,9 | + 2:32,7 min  |
| 08    | Caroline Jouisse      | Frankreich         | 2:06:11,0 | + 2:36,8 min  |
| 09    | Leonie Beck           | Deutschland        | 2:06:13,4 | + 2:39,2 min  |
| 10    | Ángela Martínez       | Spanien            | 2:06:15,3 | + 2:41,1 min  |
| 11    | Viviane Jungblut      | Brasilien          | 2:06:15,8 | + 2:41,6 min  |
| 12    | Angélica André        | Portugal           | 2:06:17,0 | + 2:42,8 min  |
| 13    | Airi Ebina            | Japan              | 2:06:17,7 | + 2:43,5 min  |
| 14    | Chelsea Gubecka       | Australien         | 2:06:17,8 | + 2:43,6 min  |
| 15    | Katie Grimes          | Vereinigte Staaten | 2:06:29,6 | + 2:55,4 min  |
| 16    | Mariah Denigan        | Vereinigte Staaten | 2:06:42,9 | + 3:08,7 min  |
| 17    | María de Valdés       | Spanien            | 2:07:02,4 | + 3:28,2 min  |
| 18    | Lisa Pou              | Monaco             | 2:07:05,4 | + 3:31,2 min  |
| 19    | Martha Sandoval       | Mexiko             | 2:07:24,9 | + 3:50,7 min  |
| 20    | Leah Crisp            | Großbritannien     | 2:07:46,7 | + 4:12,5 min  |
| 21    | María Bramont-Arias   | Peru               | 2:12:44,7 | + 9:10,5 min  |
| 22    | Leonie Märtens        | Deutschland        | 2:15:57,3 | + 12:23,1 min |
| 23    | Emma Finlin           | Kanada             | 2:22:06,5 | + 18:32,3 min |
| 24    | Xin Xin               | China              | 2:27:02,9 | + 23:28,7 min |